# Loglan
Loglan is een kunsttaal die vanaf 1955 werd ontwikkeld door de Amerikaanse socioloog James Cooke Brown, oorspronkelijk als testomgeving voor de Sapir-Whorfhypothese. Logan wijkt dermate af van natuurlijke talen, dat de gebruikers ervan anders zouden gaan denken, veronderstelde Brown, vooropgesteld dat de Sapir-Whorfhypothese klopt.
De taal heeft erg geprofiteerd van een artikel erover dat in juni 1960 in de Scientific American verscheen. Binnen beoefenaars van Loglan heeft in 1987 een afscheiding plaatsgevonden. Daaruit is Lojban voortgekomen.
In het Nederlands hebben werkwoorden altijd een tijd. In Loglan is dat niet zo. Het is mogelijk verleden, heden of toekomst aan te geven via een extra woordje in de zin, maar dat hoeft niet. Bij weglating heeft het gezegde een onbepaalde tijd. Iets dergelijks bestaat overigens ook in het Afrikaans, dat geen onvoltooid verleden tijd kent. Een zin met onvoltooid tegenwoordige tijd wordt in de verleden tijd gezet door bijvoorbeeld het woordje "gisteren" toe te voegen. De logische talen willen ook het onderscheid tussen zelfstandige naamwoorden, werkwoorden, bijvoeglijke naamwoorden en bijwoorden uit de grammatica wegwerken. In de woordenlijst blijft dit verschil echter terugkomen, omdat het zo'n stevige basis in de echte wereld heeft.

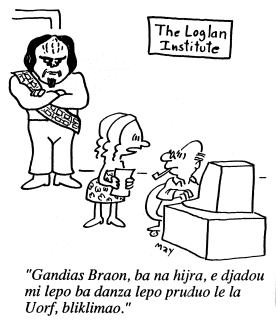
Karikatuur van Rex F. May, afgebeeld op de omslag van Lognet, jg. 1989, nr. 1:
"Professor Brown, hier is iemand die zegt dat hij bewijs wil hebben van de Whorf-hypothese"